# Nikki Matheson
 (décembre 2013).
Si vous disposez d'ouvrages ou d'articles de référence ou si vous connaissez des sites web de qualité traitant du thème abordé ici, merci de compléter l'article en donnant les références utiles à sa vérifiabilité et en les liant à la section « Notes et références ».
Pour les articles homonymes, voir Matheson.
Nikki Matheson, née à Toronto (Canada), est une chanteuse, musicienne et compositrice canadienne francophone.

## Biographie
Sa mère étant française d'origine, Nikki a travaillé à Paris pendant 12 ans en tant que chanteuse de studio et musicienne de tournée. Cela lui a permis d'obtenir un master pour enseigner le français aux États-Unis dans le Vermont. D'origine écossaise, elle a participé à des projets folks tels que Excalibur et Celtic Dreams et a travaillé avec des groupes et artistes folks tels que Malicorne et Dan Ar Braz. Elle a également collaboré avec Georges Moustaki, Roch Voisine, CharlÉlie Couture, Pierre Bensusan, Fairport Convention, Urban Sax, le violoniste écossais Johnny Cunningham.
Nikki Matheson est né à Toronto d'une mère canadienne-française et d'un père écossais mais bilingue, musicalement omnivore, qui déménage rapidement près de la grande région de New York. Après des études universitaires aux États-Unis et en France, elle se laisse entraîner par la scène folk de Manhattan où, encadrée par Dave Van Ronk et la diva jazz Janet Lawson, elle perfectionne ses parties instrumentales au piano, à la guitare, à la flûte irlandaise et à la clarinette basse et accroît ses compétences d'auteur-compositeur-interprète aux côtés d'autres musiciens prometteurs (Suzanne Vega, Shawn Colvin, Christine Lavin, Richard Shindell). Elle ne tarde pas à tourner aux États-Unis, au Canada, en Europe et au Japon avec un assortiment de bluegrass, de musique acoustique moderne et de musique de jazz jouée avec des ensembles swing comme Rhythm and Romance ou The Rentones, un groupe qu'elle formait avec la banjoïste Akira Satake.
À la suite d'une formation vocale au Kingsborough College et d'études de production, un déménagement à Paris la conduit à des collaborations avec de nombreux groupes et artistes, entre autres : le groupe folk rock Malicorne dont elle participe à l'ultime tournée de concerts en 1987/1988, mais aussi à la même époque son leader Gabriel Yacoub qui poursuit une carrière solo (commencée en 1978) ; dans d'autres genres, la légende de la chanson Georges Moustaki et l'art-rocker Charlélie Couture. De 1997 à 2000, Nikki est employée par l'institut norvégien de concert dans un programme destiné à instruire les jeunes à l'anglais et l'histoire de la musique traditionnelle américaine.
Elle a chanté le rôle de « Guinevere » dans la production Excalibur d'Alan Simon (Sony Music - 1999), un projet comprenant les musiciens bretons Tri Yann et Dan Ar Braz mais aussi Roger Hodgson (Supertramp), Fairport Convention, Didier Lockwood, plusieurs autres musiciens, et l'orchestre symphonique de Prague. Entre-temps, elle compose des musiques originales, écrit des paroles en anglais pour la chanteuse Anggun, la chanteuse de blues Nanette Workman, participe à Bushes And Briars de la chanteuse irlandaise Susan McKeown et contribue à un titre du CD Celtic Dreams (Ellipsis Arts - 2004). Résidant aux États-Unis dans le Vermont, elle a récemment obtenu une maîtrise et enseigne le français dans l'université locale.

## Discographie

### Albums
- 2011 : Invisible Angel (CDBaby)
- 1999 : Tomato Soup (Polydor Jazz France) de Marco Beacco (guest lead vocals) avec Michael Brecker, Jerry Douglass, Stuart Duncan, Phillipe Saisse

### Compilations
- Dates de sortie différentes : Smithsonian Folkways series de Fast Folk Magazine
- 2003 : Celtic Dreams (Ellipsis Arts) titre : La Ballade du Cheval Mallet
- 2000 : Excalibur Live (CD and DVD) d'Alan Simon dans le rôle de Guinevere et harmonies vocales (Sony / Tristar France)
- 1998 : Excalibur La légende des Celtes d'Alan Simon (Sony Music France), titre Morning Song
- 1998 : The Best Unsigned Acoustic Music (A to Z Music Presents)
- 1995 : TFF Rudolstadt - Ma Délire (duo live avec Gabriel Yacoub)
- 1997 : Thomas Moore - The Soul of Christmas (Upaya/TommyBoy Records) Produit par Johnny Cunningham, deux duos avec Susan McKeown
- 1997 : Anthologie de la chanson française traditionnelle (EPM)

### Participations

#### Gabriel Yacoub
- 1994 : Quatre
- 1990 : Bel
- 1987 : Elementary Level of Faith

#### Secret Garden
- 2004 : Dreamcatcher (Universal) Greatest Hits
- 1999 : Dawn of a New Century (Universal) chant et paroles de Dreamcatcher

#### Autres
- 2010 : Jeff Wasserman and the Free Radicals
- 2005 : Christine Lavin - Folkzinger (Appleseed Records)
- 2003 : Nanette Workman - Vanilla Blues Café paroles
- 2000 : Roger Hodgson - Open the Door (Sony France) titre : For Every Man
- 1999 : Roch Voisine - Chaque Feu
- 1998 : Anggun - Snow on the Sahara (Sony, version internationale de Au nom de la lune) chant et paroles en anglais
- 1998 : Susan McKeown - Bushes and Briars (Hibernian Music/Alula Records)
- 1997 : Akrira Satake - Cooler Heads Prevail (Alula Records)
- 1993 : Marja Mattlar – Pariisi-Vuorenkylä
- 1992 : Mama’s Boys - Relativity
- 1990 : Christine Lavin - Beau Woes (Rounder Records)
- 1988 : Castelhemis – Castelhemis 88
- 1986 : Rod MacDonald - White Buffalo (Shanachie)